# RS-786
Pour les articles homonymes, voir Route 786.
La RS-786 est une route locale de l'État du Rio Grande do Sul localisée dans la mésorégion métropolitaine de Porto Alegre qui part de l'embranchement avec la RS-389, sur le territoire de la commune d'Osório et va jusqu'à Quintão, dans la municipalité de Palmares do Sul, à 57,700 km. Elle traverse les communes d'Osório, d'Imbé, de Tramandaí, de Cidreira, de Balneário Pinhal et Palmares do Sul.